# Потек, Камелия
Камелия Алина Потек (рум. Camelia Alina Potec; род. 19 февраля 1982 года, Брэила) — румынская пловчиха, олимпийская чемпионка 2004 года на дистанции 200 м вольным стилем, четырёхкратная чемпионка Европы, призёр чемпионатов мира.

## Биография
В 2000 году Камелия окончила спортивный лицей в Брэиле, затем университет в Бухаресте. У неё есть родной брат — Александру.

## Карьера
Камелия выступала в плавании вольным стилем на дистанциях 100, 200, 400, 800 и 1500 метров. Участвовала в 4 Олимпиадах (2000, 2004, 2008, 2012).
Наиболее успешной для Потек была дистанция 200 метров вольным. На ней она выиграла олимпийское золото (2004), бронзу чемпионата мира (2001), а также сразу шесть медалей на чемпионатах Европы (1997, 1999, 2000, 2002, 2004, 2008), включая два золота. Всего на чемпионатах Европы Потек выиграла 17 наград.
После фактического окончания карьеры, 31 октября 2013 года стала президентом Федерации плавания Румынии.

## Награды
- Кавалер ордена «За верную службу» (10 сентября 2024 года)[8]
- Орден «За спортивные заслуги» I степени (13 сентября 2004 года)[9]
- Орден «За спортивные заслуги» III степени II типа (2 июня 2004 года)[10]